# Claude Chazottes
Claude Chazottes, né le 7 janvier 1949 à Épinay-sur-Seine, est un joueur de football français.

## Carrière
Pendant sa carrière de footballeur, il occupe les postes de défenseur et de milieu de terrain. Passé par l'Association sportive de Bons-Secours de Bobigny et l'ASM Romainville. En 1966, il est repéré au Concours du jeune footballeur ce qui lui permet de terminer sa formation au Stade français, où il est finaliste de la Coupe Gambardella. Mais le club amateur abandonne le statut professionnel en 1968. Chazottes rejoint d'abord le FC Sochaux-Montbéliard puis finalement l'OGC Nice. 
En 1969, il fait ses débuts professionnels à l'éphémère RC Paris-Sedan, mais n'y joue pas. L'année suivante il signe au CA Montreuil, un club amateur qui remporte la DH de Paris en 1972. Il est à cette époque sélectionné en équipe de France amateur. Le club de banlieue parisienne est absorbé en 1973 par le Paris FC. Il joue en 1973-1974 deux matchs en D1. Avec la relégation du club en D2, il joue davantage. Il est sélectionné en équipe de France olympique avec laquelle il se qualifie pour les Jeux olympiques de Montréal de 1976, dont la France atteint les quarts de finale. 
En 1976, il signe au Red Star FC, également en D2. Il y joue peu, étant plutôt cantonné à l'équipe réserve. Mais il y reste en 1978 après la relégation administrative du club, repris par un autre ancien joueur, Jean-Claude Bras. Devenu capitaine de l'« AS Red Star », il contribue largement à la remontée des Audoniens jusqu'en deuxième division. De 1982 à 1985, il honore un dernier contrat professionnel au Périgueux FC, en D3.
Il entame ensuite une carrière de technicien et dirigeant dans des clubs amateurs, en fonction de son parcours professionnel : Jeunesse sportive de Saint-Astier de 1985 à 1987, puis de 1988 à 1996, Cercle olympique de Coulounieix-Chamiers en 1987-1988, Étoile sportive de La Chapelle-Gonaguet de 1996 à 2008. Il est depuis revenu à Saint-Astier.
Il est par ailleurs fondateur et président de l'association des anciens joueurs du Red Star, l'« Amicale Red Star 2000 ».

## Palmarès
- Finaliste de la Coupe Gambardella
- International amateur (1/4 de finale de la Coupe d'Europe en 1970[1])
- International olympique (1/4 de finale des Jeux olympiques de Montréal 1976)